# 타이드 론
타이드 론(tied loan)은 언타이드 론 또는 임팩트 론에 대하여 차입 자금의 용도 및 운용의 관리에 관해 규제가 설정된 차관을 말한다. 통속적으로 말하면 조건부 융자로 부른다.